# Qui Los Angeles: squadra anticrimine
Qui Los Angeles: squadra anticrimine (High Performance) è una serie televisiva statunitense in 4 episodi trasmessi per la prima volta nel corso di una sola stagione nel 1983. È conosciuta in Italia anche come Squadra anticrimine.
È una serie d'azione incentrata sulle vicende nella High Performance, una scuola speciale diretta dall'ex pilota Brennan Flannery e dall'ex militare Blue Stratton, in cui si insegnano arti marziali e tecniche di sopravvivenza e di difesa per agenti di sicurezza. La serie si rivelò un flop  e durò solo quattro episodi.

## Personaggi e interpreti
- Brennan Flannery, interpretato da Mitchell Ryan.
È un ex pilota automobilistico, fonda la scuola di sopravvivenza insieme a Blue Stratton.
- Blue Stratton, interpretato da Jack Scalia.
È un ex militare paracadutista, fonda la scuola di sopravvivenza insieme a Brennan Flannery.
- Kate, interpretata da Lisa Hartman.
È la figlia di Brennan, esperta in arti marziali.
- Fletch, interpretato da Jason Bernard.
È l'esperto di informatica.
- Shane Adams, interpretato da Rick Edwards.
Frequenta la scuola per diventare un pilota perfetto.

### Guest star
Tra le guest star: Curt Lowens, Steve Marachuk, Kirk Scott, Gerald Hiken, George Pan- Andreas, Emile Hamaty, Fernando Allende, Mick One, Richard Lynch, Eric Server, Michael Crabtree, Barbara Horan, Michael Sacs, Andrew Massert.

## Produzione
La serie fu prodotta da Scott J.T. Frank.

### Registi
Tra i registi sono accreditati:
- Dennis Donnelly
- Michael Caffey
- Daniel Haller

### Sceneggiatori
Tra gli sceneggiatori sono accreditati:
- Paul F. Edwards
- David E. Peckinpah
- R. Z. Barry

## Distribuzione
La serie fu trasmessa negli Stati Uniti dal 2 marzo 1983 al 23 marzo 1983 sulla rete televisiva ABC. In Italia è stata trasmessa su Italia 1 con il titolo Qui Los Angeles: squadra anticrimine.

## Episodi
| Stagione       | Episodi | Prima TV USA |
| -------------- | ------- | ------------ |
| Prima stagione | 4       | 1983         |